# Dom Pérignon

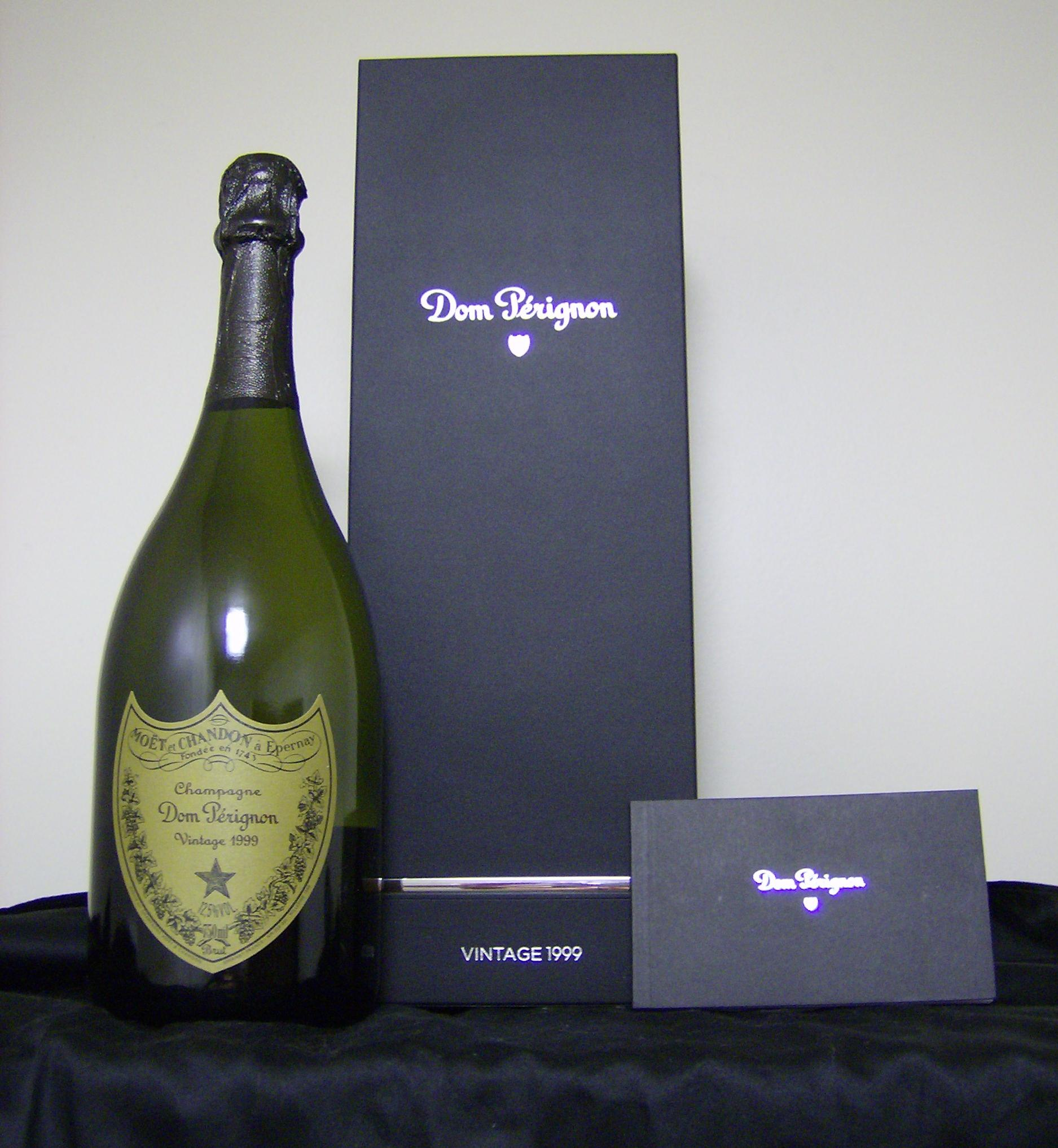
En flaska Dom Pérignon från 1999 med tillhörande material.

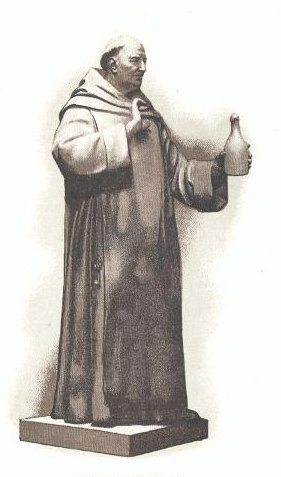
Dom Pierre Pérignon, en benediktinmunk.

Dom Pérignon är en exklusiv Champagne producerad av Moët et Chandon. Den är uppkallad efter Dom Pierre Pérignon, en benediktinmunk som hade stor betydelse för utvecklingen av champagnevinerna i en tid när de huvudsakligen utgjordes av stilla viner.

## Historia
Dom Pérignon är uppkallat efter benediktinmunken Pierre Pérignon som levde i Frankrike 1638–1715. Han var mycket intresserad av vinproduktion och hade stor betydelse för dess utveckling och förfinande. Han utvecklade tekniker och skrev bland annat ned instruktioner om druvval (han föredrog endast Pinot Noir), teknik, blandningar av cuvées och att försluta flaskorna med kork och metallkorg. Dock var han inte, som ofta påståtts, den som uppfann det mousserande vinet eller den första som gjorde champagne.

## Produktion
Historien om munken som skapade champagnen inspirerade engelsmannen Laurence Venn till namnet Dom Pérignon. Den första årgången av Dom Pérignon var 1921. Dom Pérignon är ett vintagevin, vilket innebär att det bara görs de bästa åren och att alla vindruvor som används i vinet är skördade samma år, till skillnad från många andra sorters champagne.
Omkring 5 miljoner flaskor produceras varje årgång. Vinet görs på 55% Chardonnay och 45% Pinot Noir. Den årgången som säljs 2008 är från 2000 års skörd och den föregående var från 1999 och 1996 års skörd. 

## I populärkulturen
I flera filmer med James Bond förekommer Dom Pérignon, åtminstone brukar det nämnas ibland. I de tidigare filmerna nämns det att Bond föredrar Dom Pérignon årgång 1953.